# Eumichtis zina
Eumichtis zina là một loài bướm đêm trong họ Noctuidae.